# Null/Void
Null/Void è un doppio EP di Foetus contenente due EP mai pubblicati se non in alcuni paesi. Null venne, infatti, distribuito solo negli Stati Uniti come disco promozionale. Sfortunatamente, la pubblicazione ufficiale di Null e quella di Void vennero fermate quando la Sony recise il contratto con Thirlwell alla fine del 1995.
Questo doppio EP venne inizialmente pubblicato in Giappone (1996). Nel 1997 avvenne la pubblicazione anche negli Stati Uniti (attraverso la Cleopatra) e in Europa (attraverso la Big Cat).
Esattamente come fu con Null per "Verklemmt", Void è, di fatto, il singolo per "Friend or Foe" (anch'esso contenuto in Gash.

## Track list

### Null
1. "Verklemmt" (Vid Mix)" – 4:43
2. "Be Thankful" – 4:50
3. "Verklemmt (Protecto Mix)" – 8:54
4. "Butter" – 4:05
5. "Into The Light" – 6:49
6. "Verklemmt (Queef Mix)" – 3:52

### Void
1. "Friend or Foe" – 4:27
2. "Incesticide" – 3:42
3. "See Dick Run" – 4:49
4. "Flux" – 4:39
5. "Friend or Foe (Unhugged Mix)" – 4:23
6. "Iris Evergreen" – 9:25

## Formazione

### Null
- J. G. Thirlwell - Performance, produzione, Composizioni, arrangiamenti, direzione artistica

### Void
- J. G. Thirlwell - voce, Tutti gli strumenti eccetto:
- Tod Ashley - basso (1, 4, 5)
- Marc Ribot - chitarra (1, 4, 5)
- Marcellus Hall - armonica a bocca (1, 5)
- The Heresey Horns - ottoni (4)
- Vinnie Signorelli - batteria (4)